# Skákavka zední
Skákavka zední (Pseudeuophrys lanigera) je druh skákavkovitého pavouka, který se původně vyskytoval v západní Evropě, ale díky schopnosti adaptace na lidská sídla byl zavlečen i do dalších částí světa, např. do Severní Ameriky. V městském prostředí je jedním z poměrně běžných druhů skákavek.

## Popis
Skákavka zední je malý pavouk; samci měří 3–4 mm, samice 4–5 mm. Zbarvení je obvykle hnědé až šedohnědé s výraznými světlými chloupky, které mohou vytvářet sametový vzhled. Oči jsou uspořádány typicky pro skákavky: přední střední oči (AM – anteromediální) jsou zvětšené a poskytují vysoké rozlišení, zatímco ostatní oči pomáhají zachytit pohyb i z bočních úhlů. Samci mívají tmavší a o něco robustnější hlavu, zatímco samice mají světlejší prosomu i zadeček.

## Rozšíření a stanoviště
Původem se vyskytuje v západní a střední Evropě, nicméně jeho výskyt byl zaznamenán i v Severní Americe či dalších oblastech. V České republice je znám především z městských zástaveb (zdi, parapety, fasády), ale může se objevit i v blízkosti lidských obydlí v menších sídlech. Preferuje sušší, slunné mikrolokality, kde dokáže aktivně lovit drobný hmyz.

## Ekologie a chování
Skákavka zední je aktivní denní lovec. Stejně jako jiné skákavky využívá přesné skoky k dopadení kořisti, přičemž se spoléhá na vynikající zrak a schopnost odhadovat vzdálenost. Dokáže zaznamenat pohyb kořisti ve vzdálenosti několika centimetrů, avšak některé studie naznačují, že výraznější pohyby rozezná i na větší vzdálenost. Pohyb pavouka je poháněn hydraulickým tlakem hemolymfy v nohách, což mu umožňuje skoky několikanásobně delší, než je jeho vlastní tělo.
Dospělci se vyskytují nejčastěji během teplých měsíců, kdy je dostatek drobného hmyzu (např. mušek nebo molic). Samice po páření vytvářejí malý kokon s vajíčky, který umísťují do štěrbin či pod různé překážky, kde je chráněn před vyschnutím.

## Rozmnožování
Na jaře a v létě lákají samci samice prostřednictvím zrakových signálů – čelně se k ní přibližují a pohybují předními nohami. Po úspěšném páření samice klade vajíčka do kokonu. Z vajíček se líhnou drobní pavoučci, kteří se po krátké době osamostatňují.

## Ohrožení a ochrana
Skákavka zední není zranitelná ani chráněná podle platných legislativ. V urbanizovaných biotopech ji lze nalézt velmi často, díky čemuž patří mezi běžné a někdy až invazivní druhy (mimo svůj původní areál).

## Zajímavosti
- Skákavky jsou jedněmi z mála pavouků, které dokážou otáčet hlavohruď a sledovat dění kolem sebe.[8]
- Mají osm očí, z nichž přední střední pár je zvětšený pro detailní vidění. Studie dokládají i schopnost barevného vidění u některých rodů skákavek.[9]
- Některé druhy skákavek dokážou rozpoznat tvary a struktury na několik desítek centimetrů, avšak drobné pohyby pozorují hlavně na kratší vzdálenost.[10]